# Яблонна-Ляцька (гміна)
Гміна Яблонна-Ляцька (пол. Gmina Jabłonna Lacka) — сільська гміна у центральній Польщі. Належить до Соколовського повіту Мазовецького воєводства.
Станом на 31 грудня 2011 у гміні проживало 4897 осіб.

## Площа
Згідно з даними за 2007 рік площа гміни становила 149.40 км², у тому числі:
- орні землі: 75.00%
- ліси: 19.00%

Таким чином, площа гміни становить 13.20% площі повіту.

## Населення
Станом на 31 грудня 2011:
| Опис     | Загалом | Загалом | Чоловіки | Чоловіки | Жінки | Жінки |
| -------- | ------- | ------- | -------- | -------- | ----- | ----- |
| одиниця  | осіб    | %       | осіб     | %        | осіб  | %     |
| все      | 4897    | 100     | 2359     | 48.17    | 2538  | 51.83 |
| міське   | 0       | 100     | 0        |          | 0     |       |
| сільське | 4897    | 100     | 2359     | 48.17    | 2538  | 51.83 |

## Сусідні гміни
Гміна Яблонна-Ляцька межує з такими гмінами: Дорогочин, Перлеєво, Репкі, Сабне, Стердинь, Цехановець.